# Plush (Oregon)
Plush – jednostka osadnicza w Stanach Zjednoczonych, w stanie Oregon, w hrabstwie Lake.